# Сірнік
Сірнік (словац. Sirník) — село в окрузі Требішов Кошицького краю Словаччини. Площа села 5,82 км². Станом на 31 грудня 2016 року в селі проживало 576 жителів.
Протікає річка Ондава.

## Історія
Перші згадки про село датуються 1403 роком.

## Населення
| Рік:            | 1994. | 2004.   | 2014.   | 2024.   |
| --------------- | ----- | ------- | ------- | ------- |
| Кількість осіб: | 592   | 603     | 598     | 550     |
| Різниця:        |       | +1,85 % | -0,82 % | -8,02 % |

| Рік:            | 2023. | 2024.   |
| --------------- | ----- | ------- |
| Кількість осіб: | 552   | 550     |
| Різниця:        |       | -0,36 % |